# Ingombe Ilede

## Ingombe Ilede
Ingombe Ilede - stanowisko archeologiczne w Zambii położone na wzgórzu w pobliżu ujścia rzeki Lusitu do Zambezi niedaleko miasta Siavonga. Obecnie jest zalane wodami Jeziora Kariba. Nazwa stanowiska oznacza „śpiącą krowę”. Stanowisko zostało odkryte w 1960 r.
Znaleziska pochodzące z okresu od VII do XVI w. należą do najważniejszych dla wczesnej kultury tego regionu.
Wśród artefaktów znajdują się tekstylia, które przypuszczalnie pochodziły z Indii, dzwonki, wyprodukowane w Afryce Zachodniej, sztaby miedziane, złoto, które przypuszczalnie zostało wydobyte w państwie Monomotapa, ceramika, która otrzymała nazwę od miejsca znalezienia oraz ceramika niepolewana, której jakość była wyższa niż gdziekolwiek indziej w Zambii przed 1500 r. Przypuszcza się, że poprzez terytorium państwa Monomotapa utrzymywano kontakty handlowe z Kotliną Konga na północy. Ingombe Ilede osiągnęło swój okres świetności między 1300 a 1500 r. n.e. Znaleziska znajdują się obecnie w Muzeum Livingstone’a.